# Клітинний імунітет
Клітинний імунітет (англ. Cell-mediated immunity) — такий тип імунної відповіді, в якому не беруть участь ні антитіла, ні система комплементу. В процесі клітинного імунітету активуються макрофаги, натуральні кілери, антиген-специфічні цитотоксичні Т-лімфоцити, і у відповідь на антиген виділяються цитокіни.
Наприкінці XIX століття в традиційній системі Гіппократа імунна система уявлялася двома гілками: гуморальним імунітетом, в якому захисну фактори знаходяться у гуморі (безклітинна рідина або сироватка) та клітинним імунітетом, захисні фактори якого  пов'язані з клітинами.
CD-клітини або Т-хелпери забезпечують захист від різних патогенів. Наївні Т-клітини, які є незрілими Т-клітинами, які ще не зустріли антиген, і які після зустрічи з антигенопрезентувальними клітинами (АПК) перетворюються в активовані ефекторні Т-клітини. АПК, такі як макрофаги, дендритні клітини та, за певних обставин, В-клітини, приєднують антигенні пептиди до свого головного комплексу гістосумісності (ГКГС) і презентують ці пептиди рецепторам Т-клітин. Найважливішими з цих АПК є вузькоспеціалізовані дендритні клітин, які, можливо, працюють виключно на фагоцитоз та презентацію антигенів. 
Активовані ефекторні Т-клітини можна віднести до трьох функціональних класів, які розпізнають пептидні антигени, що походять від різних типів патогенів:
1) Цитотоксичні Т-клітини (стара назва Т-кілери), які вбивають інфіковані клітини-мішені шляхом апоптозу без використання цитокінів,
2) Тh1-клітини, які переважно активують макрофаги
3) Тh2 клітини, які переважно стимулюють В -клітин, які вироблють антитіла. 
Інший погляд вирізняє вроджений та адаптивний імунітет кожний з яких має гуморальний та клітинно-опосередкований компоненти.
Система клітинного імунітету виконує захисні функції наступними способами:
- шляхом активації антиген-специфічних цитотоксичних Т-лімфоцитів, які можуть викликати апоптоз соматичних клітин, що демонструють на поверхні епітопи чужорідних антигенів, наприклад, клітин, заражених вірусами, що містять бактерії і клітини пухлин, що демонструють пухлинні антигени;
- шляхом активації макрофагів і натуральних кілерів, які руйнують внутрішньоклітинні патогени;
- шляхом стимулювання секреції цитокінів, які впливають на інші клітини імунної системи, які беруть участь в адаптивній імунній відповіді і вродженій імунній відповіді.[3]

Клітинний імунітет спрямований переважно проти мікроорганізмів, які виживають в фагоцитах і проти мікроорганізмів, що вражають інші клітини. Система клітинного імунітету особливо ефективна проти клітин, інфікованих вірусами, і бере участь в захисті від грибів, найпростіших, внутрішньоклітинних бактерій і проти клітин пухлин. Також система клітинного імунітету відіграє важливу роль у відторгненні тканин.

### Класифікація
CD4+ Т-хелпери можна розділити на дві основні категорії: 
1. Тh1 клітини, які продукують інтерферон гамма та лімфотоксин альфа
2. Тh2 клітини, які продукують IL-4, IL-5 та IL-13

Також була виявлена третя категорія, яка називається T-хелпер 17 (TH17), які названі через їх секрецію інтерлейкіну 17
CD8+ цитотоксичні Т-клітини також можна розділити на дві основні категорії : 
1. Тc1 клітини
2. Tc2 клітини

Подібно до CD4+ Th-клітин, була виявлена третя категорія під назвою TC17, яка також секретує інтерлейкін 17.
Що стосується лімфоїдних клітин вродженого імунітету (природні лімфоїдні клітини, innate lymphoid cell, ILC), то їх можна розділити на три основні категорії 
1. ILC1, які секретують цитокіни типу 1
2. ILC2, які секретують цитокіни типу 2
3. ILC3, які секретують цитокіни типу 17

### Походження
Усі клітини типу 1 починають свій розвиток із загального лімфоїдного попередника (CLp), який потім диференціюється, стаючи загальним попередником природніх лімфоїдних клітин (CILp) і попередником Т-клітин (Tp) у процесі лімфопоезу. 
Загальні попередники природніх лімфоїдних клітин потім можуть бути диференційовані у попередники натуральних кілерів (NKp) або у попередники лімфоїдних хелпер-подібних клітин (CHILp). Потім клітини NKp можуть бути індуковані до диференціювання в натуральні кілери за допомогою IL-15 . Клітини CHILp також можуть бути індуковані до диференціювання в клітини ILC1 за допомогою IL-15, у клітини ILC2 за допомогою IL-7 або у клітини ILC3 також за допомогою IL-7 . 
Попередники Т-клітин можуть диференціюватись у наївні CD8+ клітини або в наївні CD4+ клітини. Наївні CD8+ клітини можуть потім ще диференціюватися в Tc1-клітини при впливі IL-12, IL-4 може викликати диференціацію в Tc2-клітини, а IL-1 або IL-23 можуть індукувати диференціацію в TC17-клітини. Наївні CD4+ клітини можуть диференціюватися в Тh1-клітини внаслідок впливу IL-12, Th2-клітини внаслідок впливу IL-4 або Th17-клітини внаслідок впливу IL-1 або IL-23 . 

### Імунітет 1 типу
Імунітет 1 типу використовує підклас 1 з кожного типу клітин. Шляхом виділення гамма-інтерферону та ФНП, Тh1, Tc1 та ILC групи 1 активують макрофаги, перетворюючи їх у потужні ефекторні клітини. Це забезпечує захист від внутрішньоклітинних бактерій, найпростіших та вірусів. Також імунітет 1 типу несе відповідальність за запалення та аутоімунні реакції при таких захворюваннях, як ревматоїдний артрит, розсіяний склероз та запальна хвороба кишечника. Імунітет типу 1 складається з таких клітин:
- CD4+ Th1-клітини
- CD8+ цитотоксичні Т-клітини (Tc1)
- T-Bet+ гамма-інтерферон продукуючі ILC (ILC1 та натуральні кілери)

#### CD4+Th1 клітини
Як у мишей, так і у людей було виявлено, що цитокінами-маркерами цих клітин є гамма-інтерферон та лімфотоксин альфа. Основним цитокіном для диференціації в Th1-клітини є ІЛ-12, який продукується дендритними клітинами у відповідь на активацію рецепторів розпізнавання паттерку.  T-bet є окремим фактором транскрипції Th1-клітин. Вони також характеризуються експресією рецепторів хемокінів, які дозволяють переміщатися до вогнищ запалення. Основними рецепторами хемокінів у цих клітинах є CXCR3A та CCR5 . Епітеліальні клітини та кератиноцити здатні залучити Th1-клітини до вогнища інфекції, вивільняючи хемокіни CXCL9, CXCL10 та CXCL11 у відповідь на гамма-інтерферон. Крім того, гамма-інтерферон, що виділяється цими клітинами, здається важливим для зниження кількості щільних контактів епітеліального бар'єру.

#### CD8+Tc1 клітини
Ці клітини зазвичай виробляють гамма-інтерферон. Цей цитокін та IL-12 сприяють диференціюванню до Tc1-клітин. Активація T-bet необхідна як для дії гамма-інтерферону, так і для цитолітичного потенціалу. CCR5 і CXCR3 є основними хемокіновими рецепторами для цих клітин. 

#### ILC групи 1
Визначено, що ILC групи 1 включають ILC, що експресують фактор транскрипції T-bet. Спочатку вважалося, що вони включають лише натуральні кілери. Останнім часом виявлена велика кількість NKp46+ клітин які експресують певні фактори транскрипції, що дозволяє позначити їх як окрему лінію натуральних кілерів, які називаються ILC1. Вони  характеризуються здатністю продукувати гамма-інтерферон, TNF, GM-CSF та IL-2 у відповідь на цитокінову стимуляцію, але мають або низьку цитотоксичну активність, або взагалі її не мають.